# Lesothosaurus
A Lesothosaurus a növényevő madármedencéjű dinoszauruszok egyik neme. A nevet, melynek jelentése 'Lesotho-gyík', az angol őslénykutató, Peter Galton alkotta meg 1978-ban. A nembe egyetlen érvényes faj tartozik, a Lesothosaurus diagnosticus.
A Lesothosaurust eredetileg ornithopodának tartották. Azonban Paul Sereno egy újabb keletű műve szerint valójában a legkezdetlegesebb ismert madármedencéjű dinoszaurusz. A Lesothosaurus taxonómiai története összetett, és hosszú időn át összetévesztették a Fabrosaurusszal, egy másik, ugyanazon a lelőhelyen felfedezett kis madármedencéjűvel. 2005-ben Richard J. Butler megjelentetett egy madármedencéjűekkel kapcsolatos új filogenetikus tanulmányt, melyben felvetette, hogy a Lesothosaurus a pachycephalosaurusokat, a ceratopsiákat és az ornithopodákat is tartalmazó Neornithischia klád bazális tagja.
Az is lehetséges, hogy ez a dinoszaurusz a páncélozott stegosaurusokat és ankylosaurusokat tartalmazó Thyreophora csoport nagyon korai képviselője. Lehetséges, hogy a Stormbergia a Lesothosaurus felnőtt formája.

## Anatómia

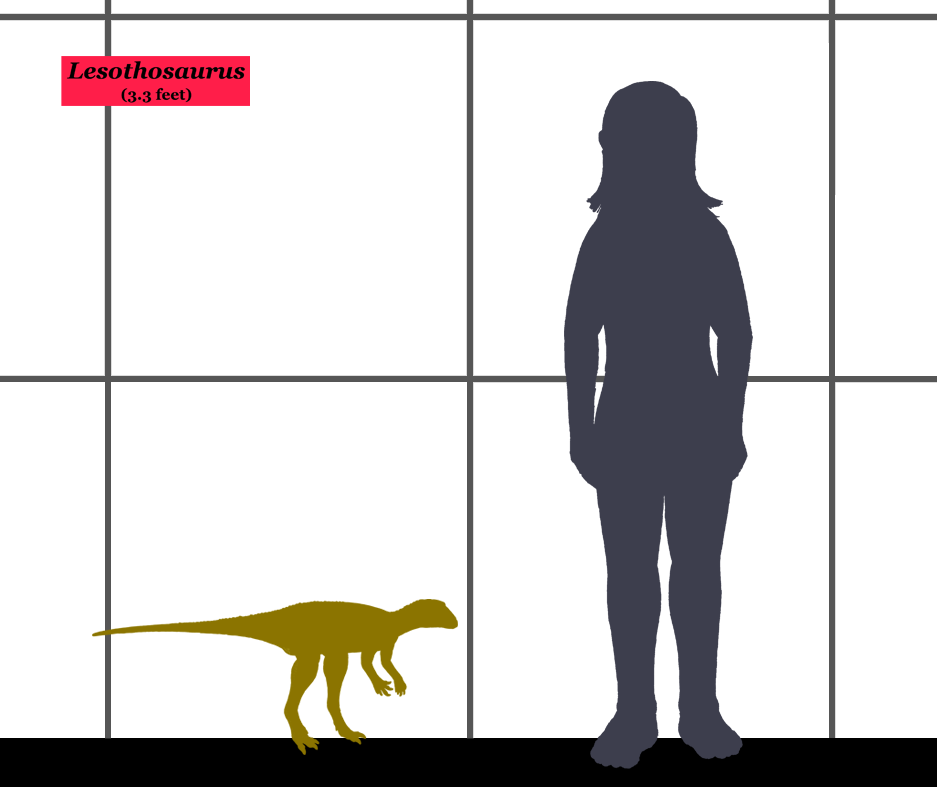
A Lesothosaurus és az ember méretének összehasonlítása

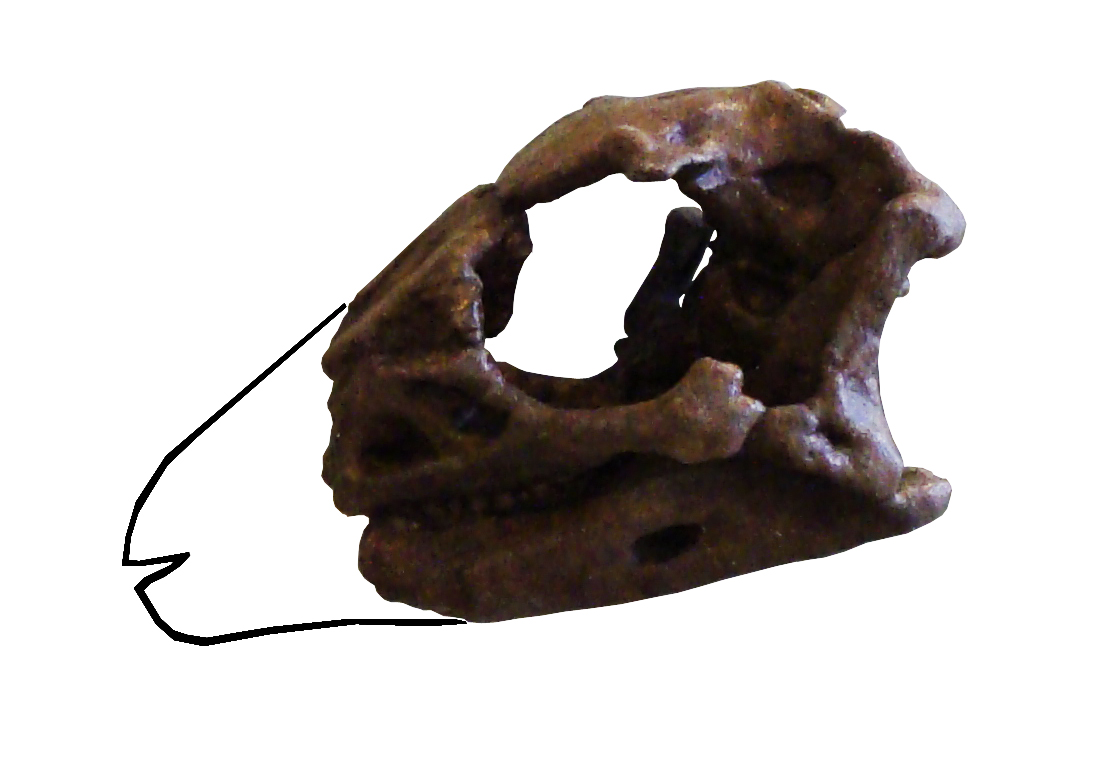
A Lesothosaurus diagnosticus koponyája

A Lesothosaurus a kis termetű, két lábon járó növényevők közé tartozott, a hossza elérte az 1 métert. Gyors futó volt, hosszú lábakkal, rövid karokkal és vékony farokkal rendelkezett; hasonlított egy nagy, két lábon járó gyíkra.
A Lesothosaurus nagy szemnyílásokkal ellátott kis koponyája rövid és lapos volt. A koponyán az állkapocs izmok számára nagy üregek szolgáltak tapadási pontként. A pofa rövid és hegyes volt, az állkapocs feltehetően egy csőrben végződött. A fogak recézettek és hegyesek voltak, ideálisak lehettek a kemény növényi anyagok feldolgozására. A koponya egy rövid, de rugalmas nyakon helyezkedett el.
A Lesothosaurus hátsó lábai jóval hosszabbak voltak a rövid és kis „kezekben” végződő mellsőknél. A kézhez a négy jól fejlett ujj mellett egy kisebb ötödik ujj is tartozott. A hátsó lábak hossza azt jelzi, hogy a Lesothosaurus fürge mozgású állat volt. Az egyedi combcsont femorális vége egyedi, más dinoszauruszoknál nem található meg.
A Lesothosaurus Lesotho és a Dél-afrikai Köztársaság forró, száraz környezetében élt a kora jura korban. Maradványait a hettangi-sinemuri korszak idején keletkezett Felső Elliot-formációban fedezték fel.

## Fordítás
- Ez a szócikk részben vagy egészben a Lesothosaurus című angol Wikipédia-szócikk ezen változatának fordításán alapul.  Az eredeti cikk szerkesztőit annak laptörténete sorolja fel. Ez a jelzés csupán a megfogalmazás eredetét és a szerzői jogokat jelzi, nem szolgál a cikkben szereplő információk forrásmegjelöléseként.